# Ved Rundarne
«У Рондане» або «У Рондських горах» (норв.  «Ved Rundane», в сучасній орфографії також «Ved Rondane») — вірш норвезького поета Осмунда Улофсена Віньє 1861. Вірш  входить до збірки «Ferdaminni fraa Sumaren 1860». У 1870 Едвард Ґріґ поклав вірш на музику, що зробило його одним з найвідоміших зразків норвезької поезії. 

## У Рондських горах
Знову дивлюсь сьогодні на ці гори та полонини
Тi, що я бачив у ранній молодості
I той саме вітер, що охолоджував розпашіле чоло
I золото, розкидане по снігу, як тоді.
Це дитячий гомін, що промовляє до мене
Робить мене мрійливим i навіть щасливим.
Слова змішуються зі спогадами юності
Які огортають мене i мало не забивають памороки.
Так, життя огортає мене, як воно огортало
Коли під снігом я бачив зелене зілля.
Сьогодні я мрію, як мріяв раніше
Коли бачив ці гори у синяві.
Я забуваю щоденні чвари, як раніше забував,
Коли надвечір я тішився з останнього відблиску сонця.
Я звичайно знайду собі дім, який буде моїм прихистком,
Коли сонце, що хилиться спочити, вкаже мені шлях.
Все як колись, але більше безперечності
А також світла дня, яке здається мені прозорішим,
I те, що мене мучило i уражало так жорстоко,
Сама тінь мені здається не такою темною;
Навіть те, що підбурює грішити, часто мене зачаровує,
Навіть ця нескорена гора стає менш суворою.
Старі думки повертаються доладними:
Це те саме, стареньке серце, б’ється.
I кожен камінь як віднайдене знання,
Тому що дитям, я бігав серед них.
Наче ці високі вершини були гігантами,
Я питаюсь то в однієї, то в іншої, хто виграє.
Я пам’ятаю про все; i те, i інше
Поки сонце не згасне, занурившись у сніг.
I в день мого останнього сну,
Ці старі спогади i ці старі тiнi мене розрадять.
Переклад Дарини Макаренко
1. ↑  Haarberg, Jon (17 березня 2017). Aasmund Olavsson Vinje. Store norske leksikon (норв.). Архів оригіналу за 25 січня 2018. Процитовано 31 березня 2018.